# Charles Jacobus
Charles Jacobus (1 de mayo de 1840 - 24 de noviembre de 1922) fue un atleta estadounidense que compitió en las pruebas de roque.
En 1885, obtuvo el premio nacional del roque. Además, Jacobus es el titular de la medalla de oro olímpica, ganó en la edición americana, los Juegos Olímpicos de Saint Louis 1904. En esta ocasión, superó a sus compañeros Smith Streeter y Charles Brown para salir como campeón.
Jacobus era originario de Springfield, Massachusetts.